# 伊藤英三

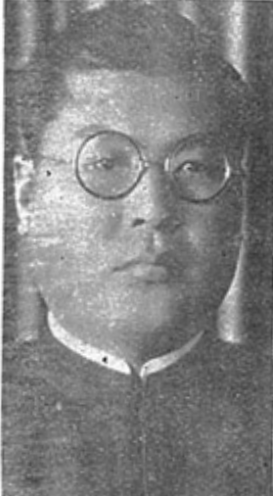
伊藤英三

伊藤英三（1903年8月15日—？），日本廣島縣廣島市人，東京帝國大學法學部法律科畢業（高文行政科及格）。曾於台灣日治時期擔任數個文職。

## 履歷
- 1935年（昭和十年）在台灣擔任台南州教育課長[1]
- 1936年（昭和十一年）擔任高雄地方課長調任嘉義市尹（嘉義市長）
- 1938年（昭和十三年）卸任嘉義市尹[2]

伊藤英三擔任嘉義市尹時 ，於昭和十一年五月（1936年）發動勸募九萬多日元，進行嘉邑城隍廟修築工程，於翌年動工，至昭和十五年（1940年）十月竣工完成。

## 相關書籍
- 《台灣行政員警法》作者 伊藤英三 臺北：晃文館 1930。
- 臺灣總督府台南州職員錄 昭和十年7月1日
- 臺灣地理及歷史第一冊文職表九卷官師志

| 前任： 川添修平 | 嘉義市尹 1936年上任 | 繼任： 長谷川茂雄 |